# Szabadi
Szabadi is een plaats (község) en gemeente in het Hongaarse comitaat Somogy. Szabadi telt 335 inwoners (2001).